# المروحية السوداء

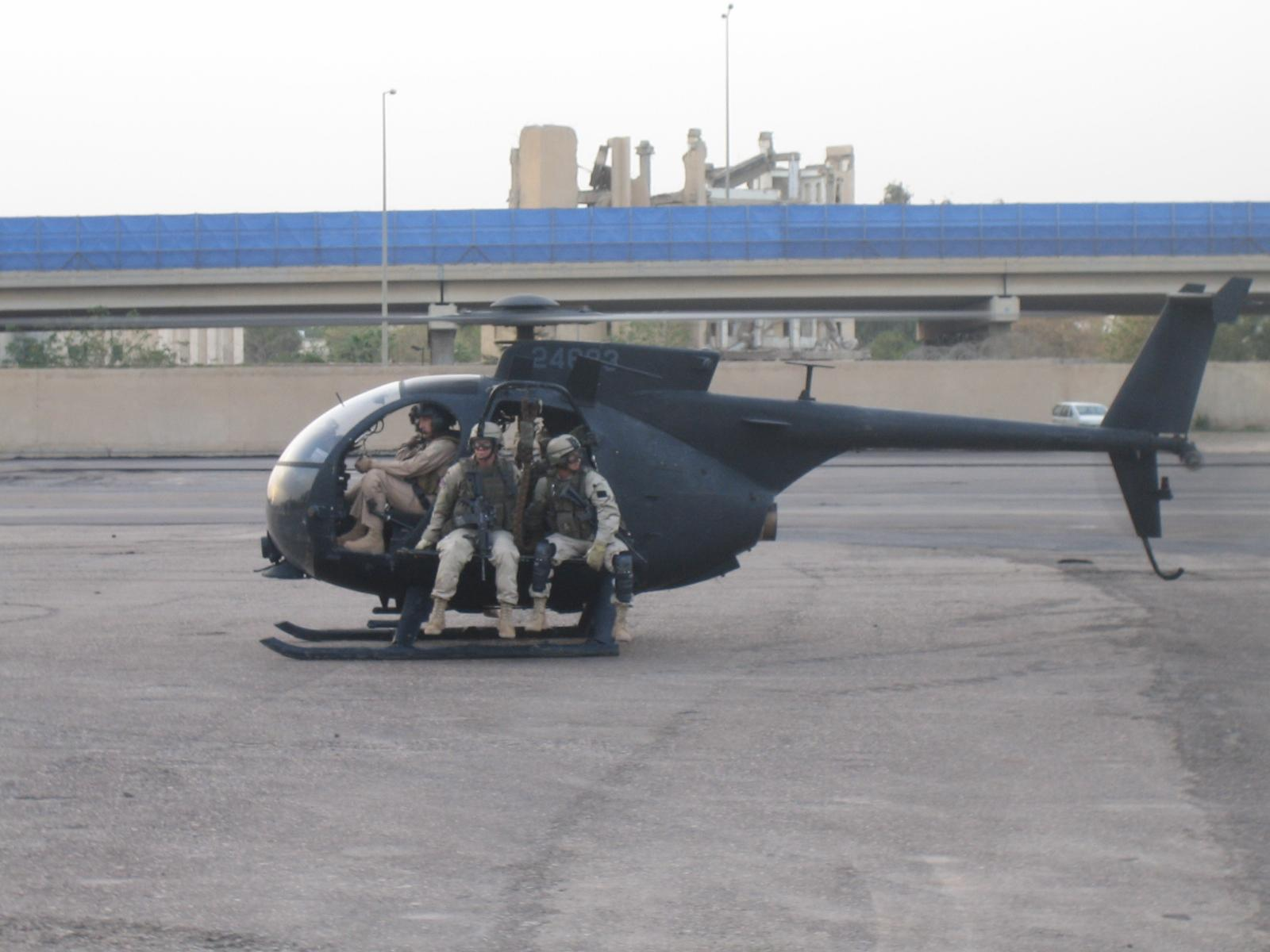

المروحية السوداء (بالإنجليزية: Black helicopter)‏ في حركة الميليشيا ضمن الولايات المتحدة الأمريكية هي رمز للمؤامرة المزعومة التي تسعى إلى فرض السيطرة العسكرية على الولايات المتحدة، وقد ارتبطت أيضًا بالأجسام الطائرة المجهولة ورجال البدلات السوداء وما إلى هنالك من نظريات مؤامرة مشابهة. تقول الشائعات إن الأمم المتحدة –على سبيل المثال- تسيّر دوريات خفر في الولايات المتحدة على شكل طائرات مروحية سوداء مبهمة، أو إن العملاء الفدراليين يستخدمون هذه المروحيات السوداء لفرض قوانين الحياة البرية.

## لمحة عامة
ظهرت القصص التي تتحدث عن المروحيات السوداء للمرة الأولى في سبعينيات القرن العشرين، ورُبطت ببلاغات حول تشويه المواشي. من المحتمل أن تكون الفكرة قد نشأت عن كتاب هال ليندسي كوكب الأرض العظيم الراحل (بالإنجليزية: The Late, Great Planet Earth) الذي نُشر في عام 1970 ويحظى بشعبية بين المؤمنين بنظريات المؤامرة. وضع ليندسي نظريةً تقول إن المخلوقات الشبيهة بالجراد التي أشيرَ إليها في رؤيا يوحنا في العهد الجديد ما هي في الحقيقة إلا الطائرات المروحية، التي لم يكن قد سبق ليوحنا رؤيتها فلم يدرِ كيف يصفها.
وقد كتب جيم كيث كتابين عن هذا الموضوع: المروحيات السوداء في أجواء أمريكا: قوة ضاربة في يد النظام العالمي الجديد (1995، بالإنجليزية: Black Helicopters Over America: Strikeforce for the New World Order)، والمروحيات السوداء 2: إستراتيجية لعبة النهاية (1998، Black Helicopters II: The End Game Strategy).
وتزايد اهتمام وسائل الإعلام بالمروحيات السوداء في فبراير 1995، حين اتهمت نائبة شمال أيداهو الجمهورية هيلين تشينويث في فترتها الأولى عملاءً فدراليين مسلحين بإنزال مروحيات سوداء في مزارع مواشي أيداهو من أجل فرض قانون الأنواع المهددة بالانقراض. «لم أرَ ذلك أبدًا»، قالت تشينويث في مقابلة لها مع صحيفة نيويورك تايمز: «لكن ثمة عدد كافٍ من الناس في منطقتي باتوا متخوفين من الأمر إلى درجة منعتني من تجاهله، ولدينا بعض الأدلة بالفعل».
كثيرًا ما يزعم المؤمنون بنظريات المؤامرة المتعلقة بالأجسام الطائرة المجهولة أن مروحيات سوداء مبهمة قد شوهدت في مناطق شهدت ظهورًا لأجسام طائرة مجهولة، وتقول النظرية إن المروحيات تعود إلى جهة حكومية سرية مزعومة تعمل على طمس أدلة زيارات الفضائيين والأجسام الطائرة المجهولة وحجبها عن العوام.
وتتماشى نظرية المروحيات السوداء بشكل جيد مع الاعتقاد الذي يؤمن به البعض في حركة الميليشيا والذي يقول إن جنودًا من الأمم المتحدة قد يغزون الولايات المتحدة. وقد نشرت جمعية جون بيرتش مقالة في ذا نيو أميريكان تسرد تفاصيل تقول إن وجود الطائرة السرية هو في معظمه نتيجة لبعض المشاكل البصرية المحتملة ونزوع إلى الاحتراس المفرط.

## الاستخدام الموثق
يُعرف عن المنظمات والوكالات الحكومية التالية استخدامها لطائرات مروحية سوداء و / أو غير مزودة بعلامات مميزة ضمن الولايات المتحدة من أجل غايات غير سرية:
- تدير هيئة الجمارك وحماية الحدود بالولايات المتحدة دستة من الطائرات المروحية السوداء والذهبية من طراز يو إتش-60 بلاك هوك.[7]
- يستخدم فوج طيران العمليات الخاصة رقم 160 التابع للجيش الأمريكي طائرات مروحية مطلية بالأسود بشكل رئيسي، إضافة إلى وجود قوات مسلحة أمريكية أخرى تدير مروحيات مطلية بالأسود أو الألوان الداكنة، وعلى وجه الخصوص طائرة إم إتش-35 بيف لو، التي طُورت لتناسب التسلل طويل المدى وإخراج أفراد الطواقم، كما في عمليات البحث والإنقاذ القتالي. ويُجري الجيش الأمريكي تدريبات ومهمات ميدانية بانتظام في المجال الجوي الأمريكي، وقد حدثت بعض هذه التدريبات في مدن عالية الكثافة السكانية، من بينها لوس أنجلوس ونيويورك وديترويت وسان فرانسيسكو ونيو أورلينز وأوكلاند وشيكاغو[8] وواشنطن العاصمة.[9] وتُجرى معظم المهمات الميدانية ضمن عمليات حظر المواد المخدرة في جنوب غربي أمريكا وعلى أطراف فلوريدا وبورتوريكو. وبالاعتماد على الأشعة تحت الحمراء والرادار ونظام التموضع العالمي (جي بي إس) وأجهزة الرؤية الليلية، إضافةً إلى وسائل سرية أخرى، يكون بوسعهم الطيران بشكل محجوب عن الأبصار دون أضواء جارية. وقد نتج عن تكرار التدريبات مشاهدات عديدة من قِبل أفراد متخوفين من العوام.
- في بداية سبعينيات القرن العشرين، أجرت شركة إير أمريكا (وهي شركة خطوط جوية مزيفة سابقة كانت تعمل سرًا بالنيابة عن وكالة المخابرات المركزية تحت غطاء المضاربة التجارية الخاصة) رحلات طيران تجريبية لطائرتين مروحيتين سوداوين شديدتي التطور من طراز هيوز أو إتش-6 كيوز في كولفر سيتي، كاليفورنيا.[10] وبعد إتمام المهمة التي أوكلت إليها، نُقلت واحدة من المروحيتين إلى ملكية شركة باسيفيك في واشنطن العاصمة، فيما تعمل الثانية حاليًا لحساب مكتب عمدة مقاطعة سنوهوميش في ولاية واشنطن.[11]
- يُجري العديد من صناع الأسلحة والطائرات المروحية أيضًا اختبارات طيران لطائرات وأجزاء ومكونات في العلن من أجل قياس المسافات وما إلى هنالك بهدف التدريب أو الدراسة. وفي بعض المناسبات، تُصنع بعض هذه الطائرات لعملاء من الجيش وتُطلى بالأسود أو الألوان الداكنة.
- تستخدم العديد من وكالات فرض القانون الأمريكية طائرات مروحية سوداء من أجل المراقبة والنقل والدوريات.[12] ويُذكر من بين هذه الوكالات: هيئة الجمارك وحماية الحدود، ووكالة إنفاذ قوانين الهجرة والجمارك، وخدمة الحراس، وإدارة مكافحة المخدرات، ومكتب التحقيقات الفدرالي.[13]